# Сітт аль-Нім
Умм Алі Такія бінт Абі-ль-Фарадж Гайс ібн Алі ібн Абд ас-Салям ібн Мухаммад ібн Джафар ас-Салямія аль-Арманазія ас-Сурія (أم علي تقية بنت أبى الفرج غيث بن على بن عبد السلام بن محمد بن جافر السلامية الأرمنازية الصورية), також відома як Сітт аль-Нім (ست النعم) (505/1111, Дамаск — 570/1183–84, ймовірно, Єгипет) — поетеса та вчена, найвидатніша учениця Абу Сахіра ас-Сілафі, провідного педагога Єгипту свого часу.
Кілька джерел визнають її талановитою та кмітливою жінкою, яка складала касіди та короткі вірші.
Чоловіком Такії був Фаділь б. Хамдун аль-Хурі (нар. Дамаск 490/1097, пом. Александрія 568/1172), також відомий вчений; від нього вона мала сина Абу'л-Хасан 'Алі б. Фахіль б. Хамдун аль-Хурі (нар. 603/1206), який також став відомим вченим.
Серед небагатьох віршів Такії, що збереглися, є епіграма на вино, яку вона надіслала Аль-Музаффар Умару:
У вині немає нічого доброго, хоч і райська насолода.
Воно бродить розумних, дурманить розум і вселяє в них страх перед падінням.
Коли аль-Музаффар відповів, що Такія говорить з власного досвіду, вона написала вірш про війну, щоб показати, що досвід не є обов'язковим для написання поезії на певну тему.